# Psychotria beaufortiensis
Psychotria beaufortiensis är en måreväxtart som beskrevs av Theodoric Valeton och Seymour Hans Sohmer. Psychotria beaufortiensis ingår i släktet Psychotria och familjen måreväxter. Inga underarter finns listade i Catalogue of Life.